# Centro Cultural Casa Talavera
El Centro Cultural Casa Talavera, comúnmente llamado Casa Talavera, es un espacio cultural ubicado en el barrio de la Merced, en el Centro Histórico de la Ciudad de México, y pertenece a la Universidad Autónoma de la Ciudad de México. Cuenta con un museo de sitio.

## Historia del edificio
El centro cultural está situado en una casona que data de la época de la Colonia, en el Centro Histórico de la Ciudad de México. El edificio muestra un estilo barroco virreinal y fue construido por el Marqués de San Miguel de Aguayo, quien apoyó a la consolidación del dominio español a principios del siglo XVIII, al expulsar de Texas a los franceses, lo cual lo hizo acreedor a innumerables bienes, grandes rebaños e inmuebles. En la parte superior se hallaban habitaciones, comedor y vestidores, por lo que en algunas paredes se alcanzan a ver pinturas murales.
En el lugar se encontró un basamento piramidal de adobe, con ofrendas y vestigios arqueológicos aztecas que pertenecían al Barrio de Temazcaltitlán (sitio de temascales). Dada su cercanía, en la antigüedad, al lago de Texcoco y a la Acequia Principal que bajaba de Xochimilco y fluía por el este del inmueble, cuenta con dos patios; en la actualidad, el principal posee un pozo de avenamiento, cuya función era la medición del nivel del agua del lago; el segundo era el patio de servicio, con un pozo que proveía de agua a la casa.
Al paso de los años, el inmueble funcionó: como fábrica curtidora de piel, como fábrica de loza de Talavera, como casa de recogimiento de mujeres casadas, como escuela Gabino Barreda y como bodega de la Merced. El museo se inauguró el 20 de noviembre de 1988; resguarda y exhibe vasijas decoradas, cucharas, navajas y raederas para limpiar pieles, un conjunto de malacates de distintas formas y tamaños, con los que se hilaba lana y algodón. La muestra incluye algunos sellos y figurillas de barro cocido. De la época virreinal destacan un mortero para medicamentos, una tina de baño, una escupidera y platos con y sin firma. En sus instalaciones se llevan a cabo talleres de manualidades y de artesanías, cursos de danza y proyecciones en video.
En 2002 fue dada en resguardo a la Universidad Autónoma de la Ciudad de México. Desde entonces funciona como centro cultural.